# Vorgebirgsfort an der Pointe de Lostmarc’h

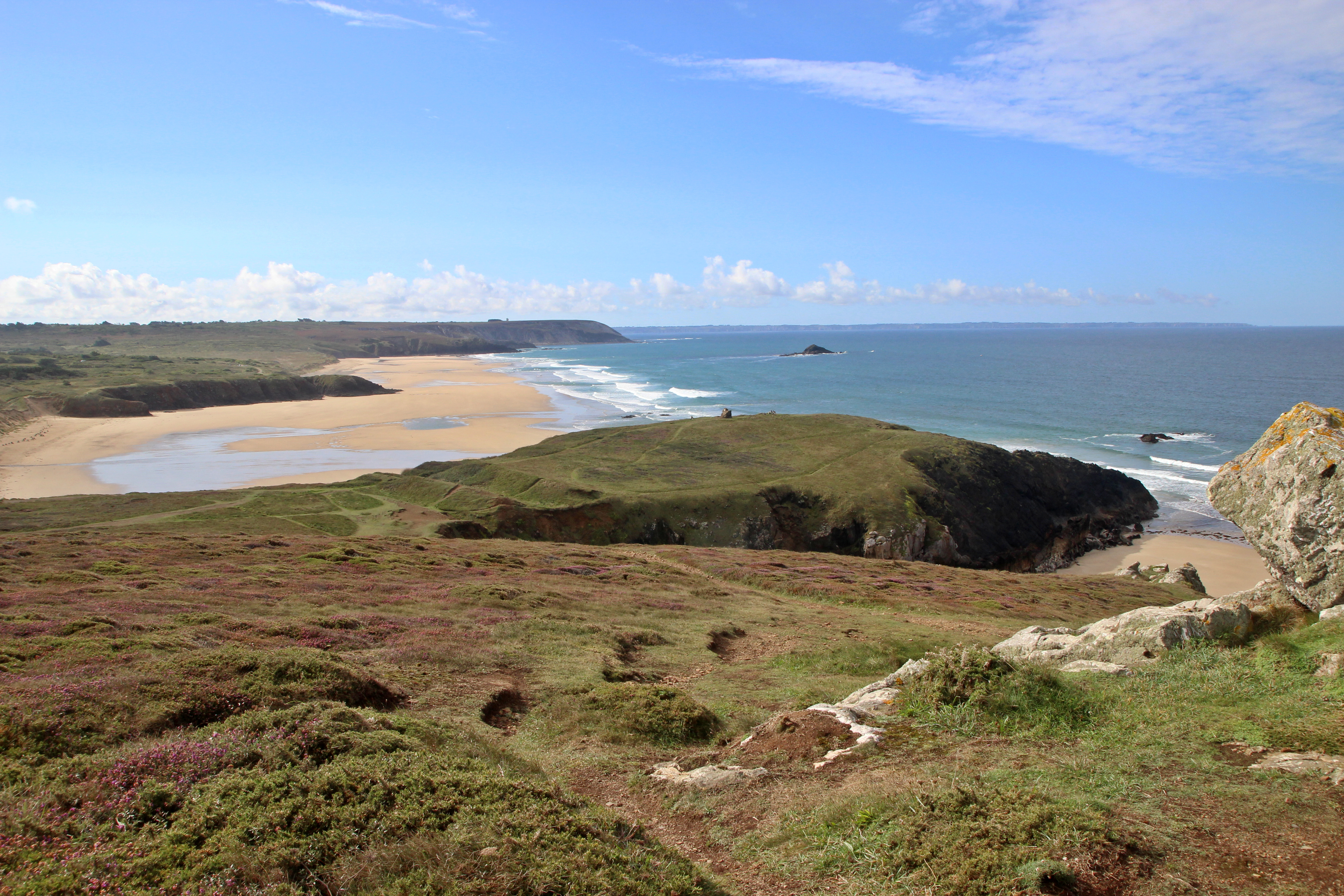
Vorgebirgsfort an der Pointe de Lostmarc’h

Das eisenzeitliche Vorgebirgsfort an der Pointe de Lostmarc’h (französisch L’éperon barré de Lostmarc’h) auf der Crozon-Halbinsel liegt bei Crozon in der Cornouaille im Département Finistère in der Bretagne in Frankreich.
Direkt unter der großen Landzunge von Lostmarc’h gibt es eine kleinere, die vom Festland durch zwei Reihen von massiven Wällen und Gräben getrennt wurde. Auf dem Gelände liegt die Ruine einer mittelalterlichen Kapelle.
Diese auf den Britischen Inseln besonders stark verbreiteten und dort Promontory Forts genannten, etwa dem Abschnittswall entsprechenden Abgrenzungen sind, wie Pointe de Lostmarc’h, zumeist eisenzeitlich und auf dem Kontinent ansonsten seltener anzutreffen. 
Das „L’éperon barré de Castel Meur“ in Cléden am Cap Sizun ist ein weiteres nahegelegenes Vorgebirgsfort.
In der Nähe steht die Steinreihe von Lostmarc’h.